# Vette!
Vette! è un simulatore di guida pubblicato da Spectrum HoloByte nel 1989 per computer DOS, Macintosh e NEC PC-9801. 

## Modalità di gioco
Nel gioco si possono guidare diversi modelli di Chevrolet Corvette (di serie o elaborate) per le strade di San Francisco, riprodotta tramite una notevole (per l'epoca) grafica poligonale a 3 dimensioni. Uscito nello stesso periodo di 
The Duel: Test Drive II, Vette! poteva vantare in più del diretto concorrente di una modalità sfida multiplayer per due giocatori, collegando due computer attraverso un cavo null modem. Questa caratteristica era esposta da una etichetta posta sulla confezione del gioco, con su scritto: "Presenting The Real Duel", giocando sul titolo del prodotto Accolade. 
Altre caratteristiche includono:
- Incidenti che influiscono sul motore e sulla stabilità dell'auto; questa si può riparare in apposite stazioni di servizio.
- Si possono scegliere diverse visuali, tra le quali una esterna, dall'alto.
- Presenza delle forze dell'ordine, che possono fermarvi in caso di guida scorretta.
- Possibilità di non seguire un tracciato prestabilito durante le gare, ma di percorrere le strade in maniera libera.

Il sistema di protezione prevede, come altri titoli dell'epoca, l'inserimento di una parola presente nel manuale cartaceo del gioco: se la risposta viene inserita in maniera errata, il programma sembra funzionare correttamente, ma dopo qualche secondo appare la scritta "You are Driving a Stolen Vette" (stai guidando una Corvette rubata) e avviene un crash.

## Tecnologia
Il motore grafico del gioco, piuttosto avanzato per l'epoca, ha reso possibile la ricreazione di una fedele San Francisco, che include i ponti Golden Gate e Bay Bridge, oltre che la tortuosa Lombard Street.